# Hipocrate din Chios

Lunula lui Hipocrate

Hipocrate din Chios (470 î.Hr. - 410 î.Hr.) a fost un geometru și astronom din Grecia antică.
A studiat figurile formate prin atașarea unor semicercuri pe ipotenuza și catetele unui triunghi dreptunghic, așa-numitele lunule.
Cunoștea într-o formulare geometrică teorema cosinusului.